# Place intérieure Saint-Cyprien
La place Intérieure-Saint-Cyprien (en occitan : plaça interiora de Sant Çubran) est une voie de Toulouse, chef-lieu de la région Occitanie, dans le Midi de la France.
Cette place rectangulaire, l'une des plus vastes de la ville lors de son création, est caractéristique de l'urbanisme de la deuxième moitié du XVIIIe siècle : véritable place à programme, aménagée dans le goût néo-classique sur les plans de l'ingénieur Joseph-Marie de Saget, déjà chargé d'autres réalisations dans la ville, elle permet de créer une nouvelle entrée, monumentale, à la ville, dans l'axe du Pont-Neuf. Malgré l'inachèvement du plan de Saget et les reconstructions aux siècles suivants, la place a conservé l'aspect qu'elle avait à la fin du XVIIIe siècle et elle a bénéficié d'une protection, le 18 avril 1944, par une inscription sur la liste des sites classés.

## Situation et accès

### Description
La place Intérieure-Saint-Cyprien est une voie publique. Elle se trouve au cœur du quartier Saint-Cyprien.

### Voies rencontrées
La place Intérieure-Saint-Cyprien rencontre les voies suivantes, dans l'ordre des numéros croissants :
1. Rue Joseph-Vié
2. Rue de la République
3. Rue du Pont-Saint-Pierre
4. Rue de l'Ouest
5. Rue Jacques-Darré
6. Allées Charles-de-Fitte

### Transports

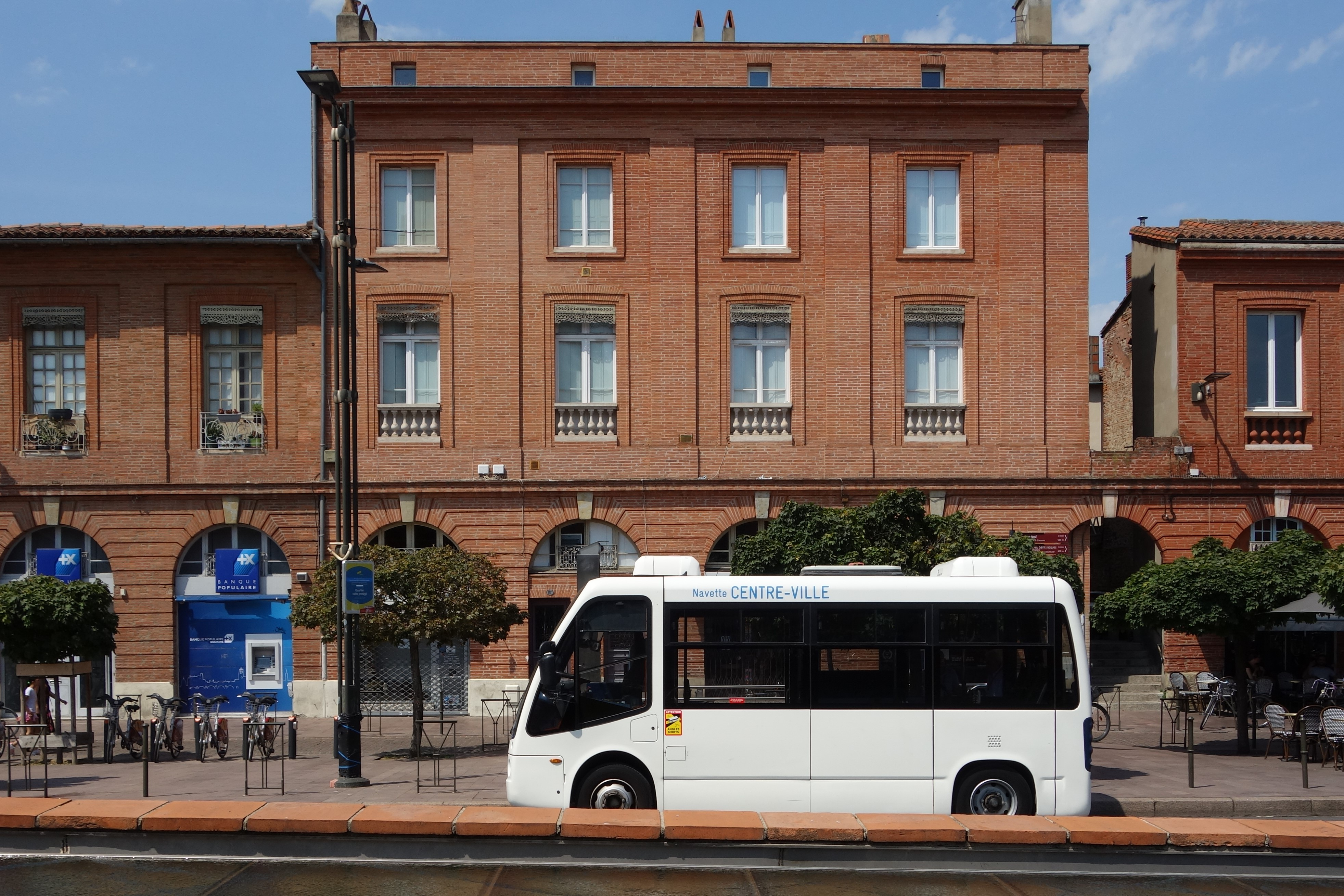
La navette Centre-Ville au terminus de la place Intérieure-Saint-Cyprien.

La place Intérieure-Saint-Cyprien abrite la station Saint-Cyprien – République, sur la ligne de métro , ainsi que le terminus de la navette Ville. Le long des allées Charles-de-Fitte et des places François-Roguet et Jean-Diebold se trouvent également les arrêts de la ligne de Linéo L14 et des lignes de bus 134566.
Il existe également deux stations de vélos en libre-service VélôToulouse sur la place Intérieure-Saint-Cyprien : les stations no 77 (2 place Intérieure-Saint-Cyprien) et no 78 (14 place Intérieure-Saint-Cyprien).

## Odonymie
La place est, dès les premiers projets d'aménagement en 1779, désignée comme la place Intérieure-Saint-Cyprien : elle est en effet la principale place du faubourg Saint-Cyprien. La qualification d'« intérieure » lui vient de ce qu'elle se trouve, par rapport à la porte Saint-Cyprien, du côté de la ville, par opposition à la place « extérieure », du côté de la campagne (actuelles places François-Roguet et Jean-Diebold).
En 1786, la place, dont les travaux d'aménagement s'achevaient, fut renommée Loménie, en l'honneur d'Étienne-Charles de Loménie de Brienne, archevêque de Toulouse. Il joua un rôle actif, comme président des États de Languedoc, dans les travaux d'urbanisme que connut la ville dans la deuxième moitié du XVIIIe siècle : aménagement des quais en rive droite et du cours Dillon en rive gauche de la Garonne, creusement du canal de Brienne, tracé des jardins et des promenades du Boulingrin. En 1794, pendant la Révolution française, on attribua à la place le nom de République – c'était aussi celui de la principale rue du quartier, la rue de la République –, en hommage à la Première République, proclamée le 22 septembre 1792. En 1806, on lui redonna son premier nom de place Intérieure-Saint-Cyprien, quoiqu'on lui trouve également, jusqu'en 1905, celui de Brienne, toujours en hommage à Étienne-Charles de Loménie de Brienne.

## Histoire

### Moyen Âge et période moderne
La porte Saint-Cyprien est construite entre 1776 et 1789 dans le cadre du réaménagement du faubourg Saint-Cyprien contre les inondations de la Garonne, établi par la ville et les États de Languedoc. L'ingénieur de la province du Languedoc, Joseph-Marie de Saget, prévoit une entrée monumentale dans l'alignement du Pont-Neuf, qui doit magnifier l'entrée de la ville et non plus la défendre. Elle est composée de deux pavillons en pierre portant une allégorie sculptée par François Lucas, la Province du Languedoc et Toulouse. Les deux pavillons sont joints par une grille en fer forgé réalisée en 1785 et 1788 par le serrurier Claude Adrien dit Champagne.

### Époque contemporaine
La grille de la porte Saint-Cyprien est démantelée par la grande inondation de 1875, puis fondue dans les forges du Bazacle en 1878. En 1944, les vestiges de la porte sont classés avec l'ensemble du site de la place Saint-Cyprien. Les travaux du métro ont entraîné la démolition et la reconstruction à l'identique des corps de garde.

## Patrimoine et lieux d'intérêt

### Porte Saint-Cyprien

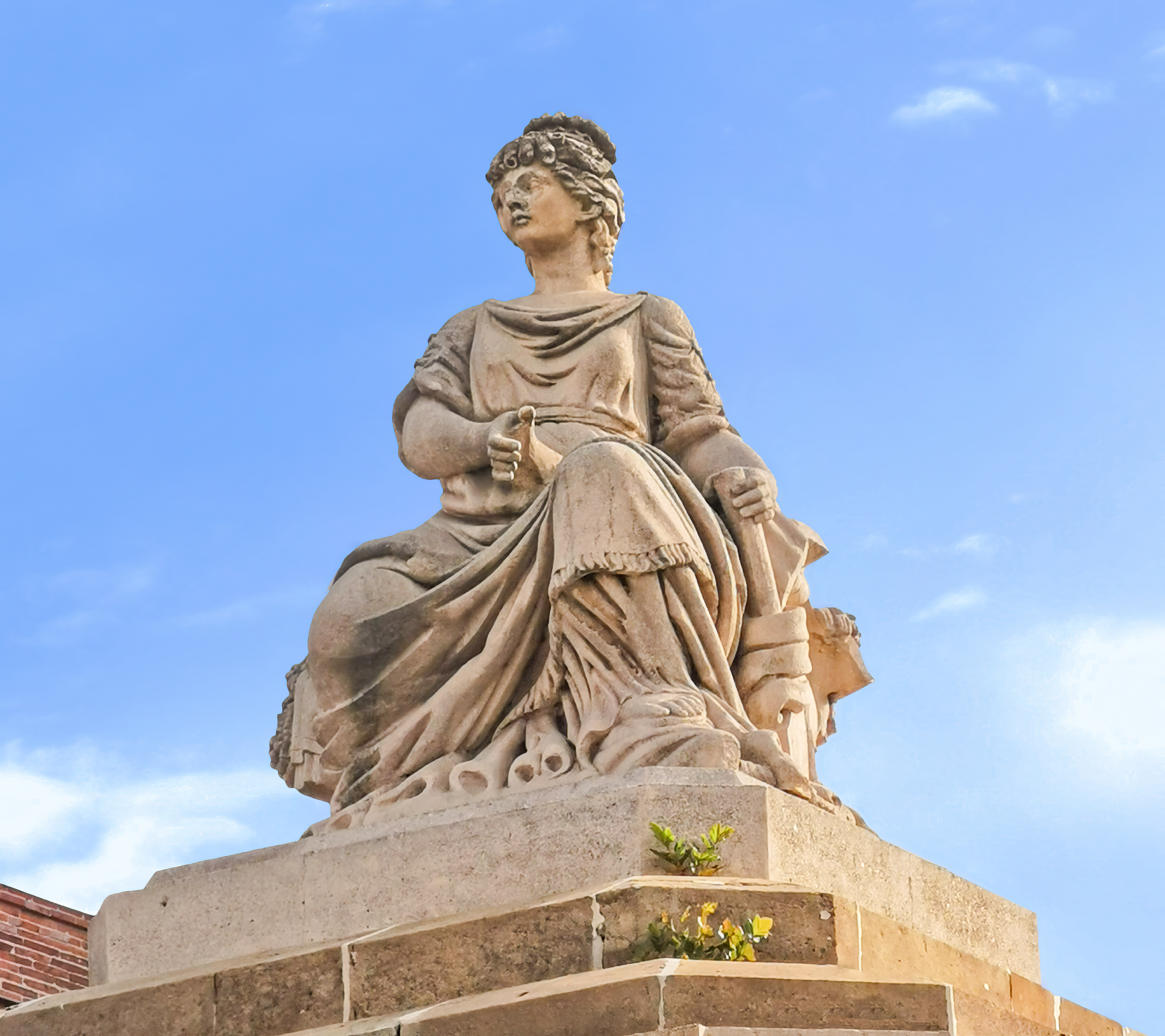
La province du Languedoc par François Lucas.

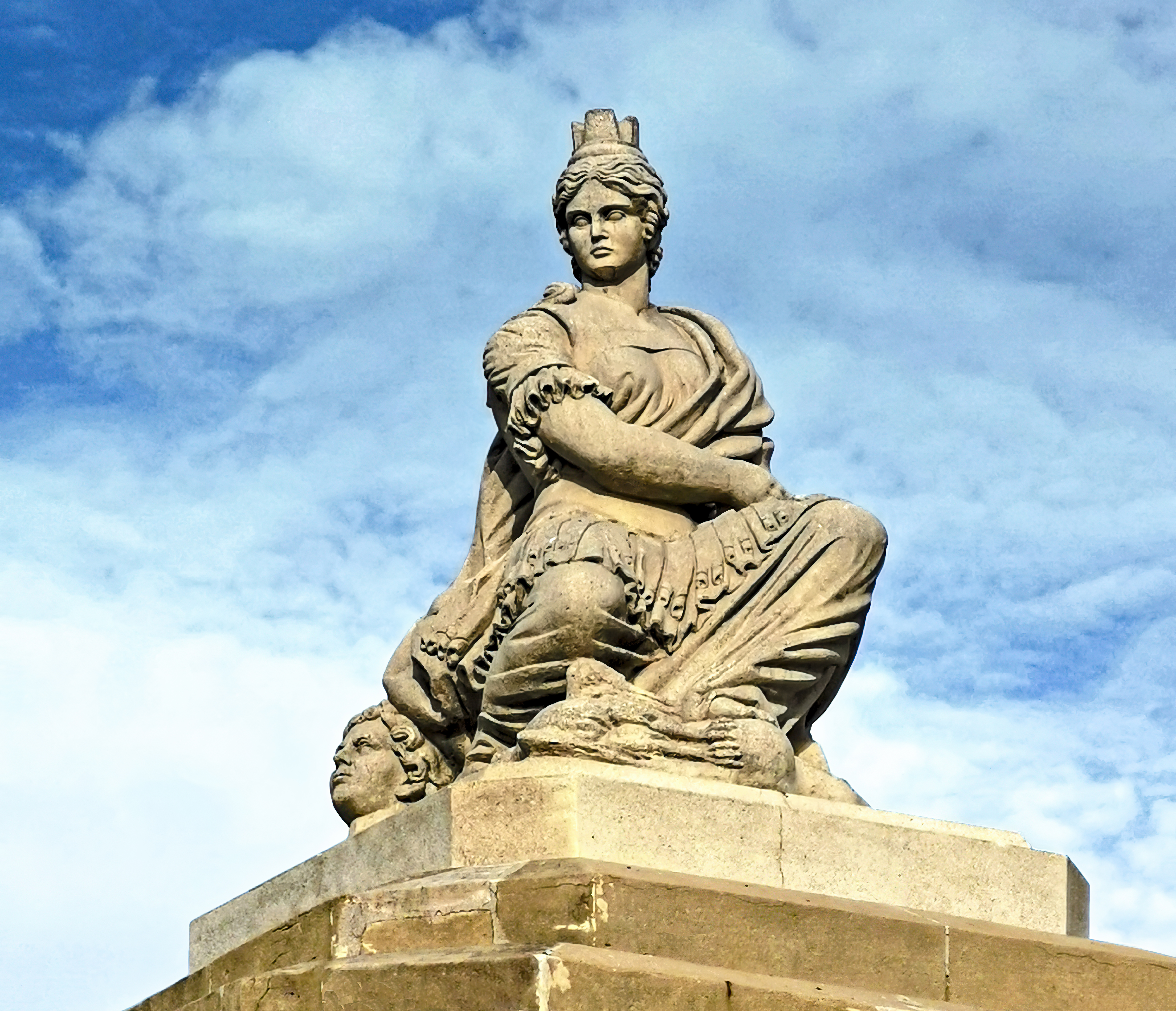
La ville de Toulouse par François Lucas.

L'ingénieur des États de Languedoc, Joseph-Marie de Saget, est chargé des travaux qui se déroulent entre 1776 et 1789. La porte, qui s'ouvre dans l'alignement du Pont-Neuf, sépare les places intérieure et extérieure (actuelles places François-Roguet et Jean-Diebold).
Elle est composée de deux corps de garde, pavillons en pierre traitée en bossage continu. Ils portent deux allégories sculptées par François Lucas, la Province du Languedoc au sud et la Ville de Toulouse au nord : la première, coiffée d'une couronne comtale, est entourée de symboles du commerce, la seconde, vêtue d'une tunique militaire telle Pallas Athéna, porte une couronne murale et tient un bouclier rond dans la main gauche, le pied posé sur des armes et un ennemi vaincu. Les pavillons sont reliés aux immeubles de la place par des arcades en brique. Entre les deux pavillons, le passage était fermé par une grille en fer forgé, réalisée entre 1785 et 1788 par le serrurier Claude Adrien dit Champagne.
La grille, démantelée par la crue de la Garonne en 1875, est démontée puis fondue. En 1972, les statues originales sont déposées au musée des Augustins et remplacées par des copies. En 1992, les travaux de la ligne A du métro ont entraîné la démolition, puis la reconstruction, des corps de garde.

### Immeubles
Les immeubles de la place Intérieure-Saint-Cyprien sont élevés selon le plan de l'ingénieur Joseph-Marie de Saget, donné en 1779. La construction des nouveaux bâtiments, à la charge des propriétaires, se fait, lentement, à partir de la fin du XVIIIe siècle. Toutefois, après la mort de Joseph-Marie de Saget, en 1782, les difficultés financières et l'évolution du goût expliquent l'inachèvement de certaines façades et les différences dans la composition.
- no  1 : immeuble (fin du XVIIIe siècle)[7].
- no  2 : immeuble (fin du XVIIIe siècle)[8].
- no  3 : immeuble (fin du XVIIIe siècle)[9].
- no  4 : immeuble (fin du XVIIIe siècle)[10].
- no  5 : immeuble (fin du XVIIIe siècle)[11].
- no  6 : immeuble (fin du XVIIIe siècle)[12].
- no  7 : immeuble (fin du XVIIIe siècle)[13].
- no  8 : immeuble (fin du XVIIIe siècle)[14].
- no  9 : immeuble (fin du XVIIIe siècle)[15].
- no  10 : immeuble (fin du XVIIIe siècle)[16].
- no  11 : immeuble (fin du XVIIIe siècle)[17].
- no  11 bis : immeuble (fin du XVIIIe siècle)[18].
- no  12 : immeuble (fin du XVIIIe siècle)[19].
- no  13-14 : immeuble (fin du XVIIIe siècle)[20].

### Œuvre publique
- fontaine Saint-Cyprien. 
La fontaine Saint-Cyprien, ou Naufrage de la géométrie[21], est réalisée en 1993 par l'artiste François Morellet, dans le cadre de l'aménagement de la station de métro Saint-Cyprien - République[22].